# Belloy-en-Santerre
Belloy-en-Santerre é uma comuna francesa na região administrativa de Altos da França, no departamento de Somme. Estende-se por uma área de 5,49 km². Em 2010 a comuna tinha 154 habitantes (densidade: 28,1 hab./km²).